# Papier
Pour les articles homonymes, voir Papier (homonymie).

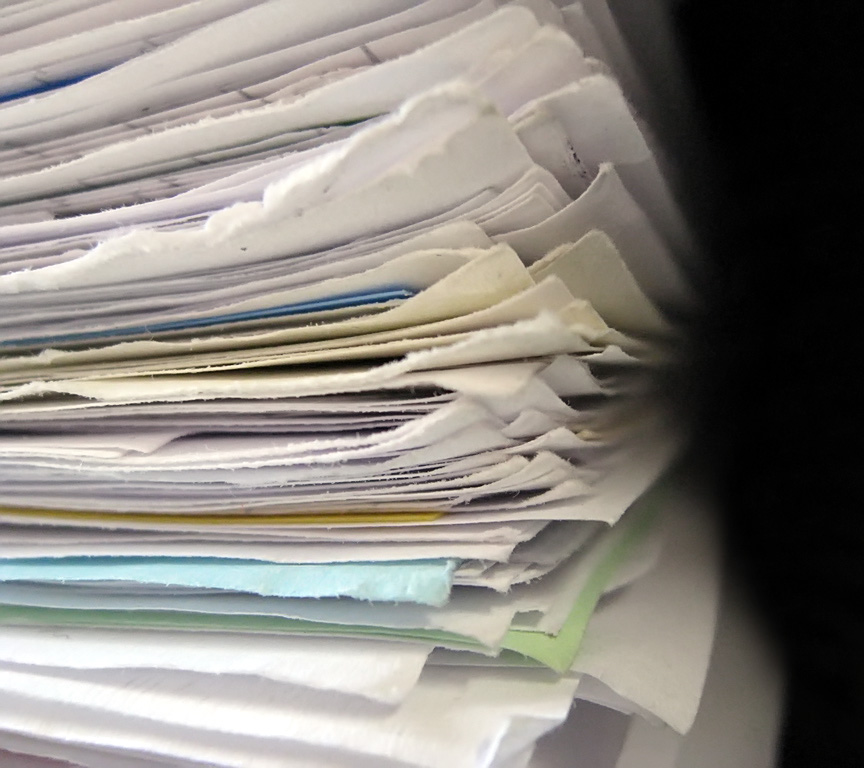
Pile de feuilles de papier.

Le papier est un matériau en feuilles minces fabriqué à partir de fibres végétales. C'est un support d'écriture et de dessin avec de nombreuses autres applications. On appelle carton un papier épais et rigide.
L'usage du papier est attesté il y a 2 000 ans en Chine. Il s'y fabrique à partir de plantes riches en cellulose. L'invention de la xylographie au VIIIe siècle en augmente l'usage et la fabrication. À la même époque, il se diffuse dans le monde musulman, où les fabricants utilisent le chiffon, puis en Occident où on lui ajoute de la colle pour l'adapter à l'écriture à la plume. L'imprimerie en absorbe de beaucoup plus grandes quantités à partir du XVIe siècle. À partir du XIXe siècle le papier se fabrique industriellement à partir de pâte de bois.
Les usages du papier dépassent sa destination initiale pour l'écriture et l'imprimerie. Le carton et le papier servent à l'emballage ; ils entrent dans la fabrication de matériaux composites. Les produits d'hygiène et de nettoyage, ainsi que les filtres utilisent les propriétés absorbantes du papier ; traité pour devenir transparent ou pour résister aux hautes températures et à l'humidité, imprégné de produits pharmaceutiques ou chimiques, recouvert d'abrasifs, il s'utilise dans des applications techniques. Il sert enfin pour des activités récréatives et artistiques.
La production de papier pèse sur les ressources naturelles par sa consommation de bois[réf. nécessaire] — d'importance contestée —, d'eau et d'énergie et par les rejets d'effluents chimiques du fait du traitement de la matière première.

## Généralités
Le papier a été conçu comme support d'écriture et d'image, privilégiant la rapidité de communication sur la pérennité. Dans les cas où la résistance de l'image ou du texte dans le temps s'imposait, on a préféré des supports plus solides. La peinture qui doit durer s'est faite à l'huile sur bois ou sur toile, les inscriptions fondamentales sont « gravées dans le marbre » ou coulées dans le bronze. Deux ou trois siècles après l'adoption du papier, les documents légaux originaux s'écrivaient encore sur parchemin, résistant mieux à l'eau et aux insectes.
L'imprimerie, en permettant de produire rapidement des quantités de textes et d'images identiques, a développé un moyen d'assurer la pérennité d'un document. Quand de nombreux exemplaires sont dispersés dans des archives séparées, la probabilité d'une destruction accidentelle diminue. L'imprimerie a créé une forte demande de papier, aboutissant à l'industrialisation de sa production.

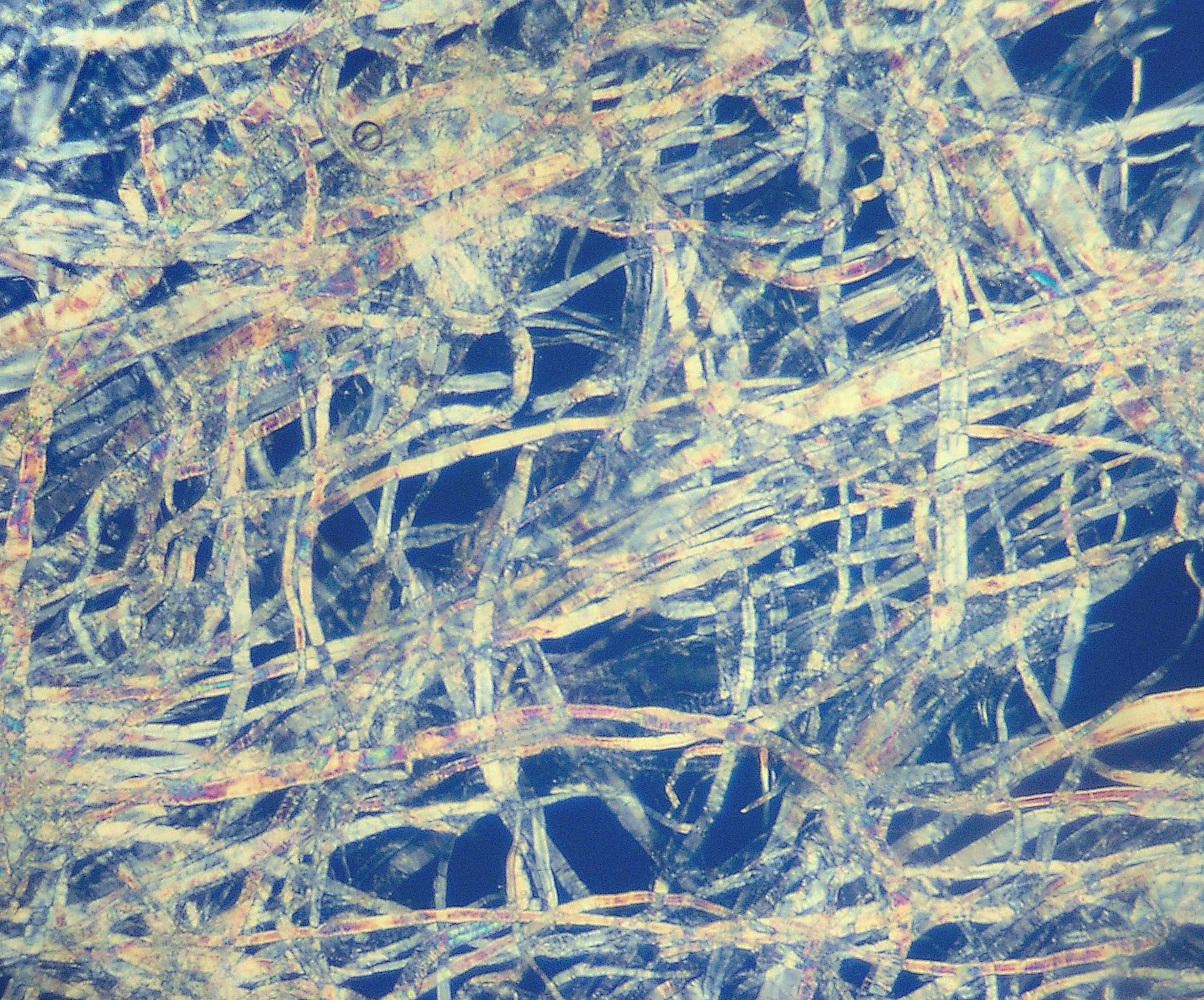
Structure microscopique des fibres d'une feuille de papier.

Le procédé papetier se définit par l'usage de fibres végétales ; mais presque tous les procédés destinés à l'écriture ou à l'imprimerie comportent une colle, qui améliore la cohésion de ces fibres, rend la feuille plus lisse et propre à l'écriture, facilite la production, et confère au papier, avec d'autres additifs, d'utiles propriétés mécaniques. Cette colle et ces additifs, employés depuis l'origine, peuvent être d'origine minérale (argile, chaux), végétale (colophane) ou animale (gélatine).
La définition du papier, comme celle de tous les objets de la vie courante, ne donne pas à la catégorie « papier » une limite bien exacte ; ce qui permet des controverses sur son origine, et un usage au sens large pour de nouveaux produits. Il est difficile de faire la différence entre un « papier fort » et un carton ; l'usage prévu et l'habitude décident.
Les formes que prend le papier sont innombrables comme ses usages. Les industriels distinguent en général le papier du carton, et les usages comme support graphique, comme emballage, et pour la propreté et l'hygiène, qui exigent des propriétés différentes.

### Papiers et cartons
Papiers et cartons sont des feuilles de fibres de cellulose agglomérées. Ils diffèrent par le traitement et par l'épaisseur. Une norme française préconise de n'appeler carton que des feuilles d'une masse supérieure à 224 g/m2 ; ce qui n'empêche que des feuilles de papier aquarelle atteignent 300 g/m2.
Le carton est le plus souvent fabriqué avec des fibres moins blanchies ; s'il doit être imprimé, il est couché, c'est-à-dire qu'une couche superficielle lui donne l'aspect recherché.

### Histoire

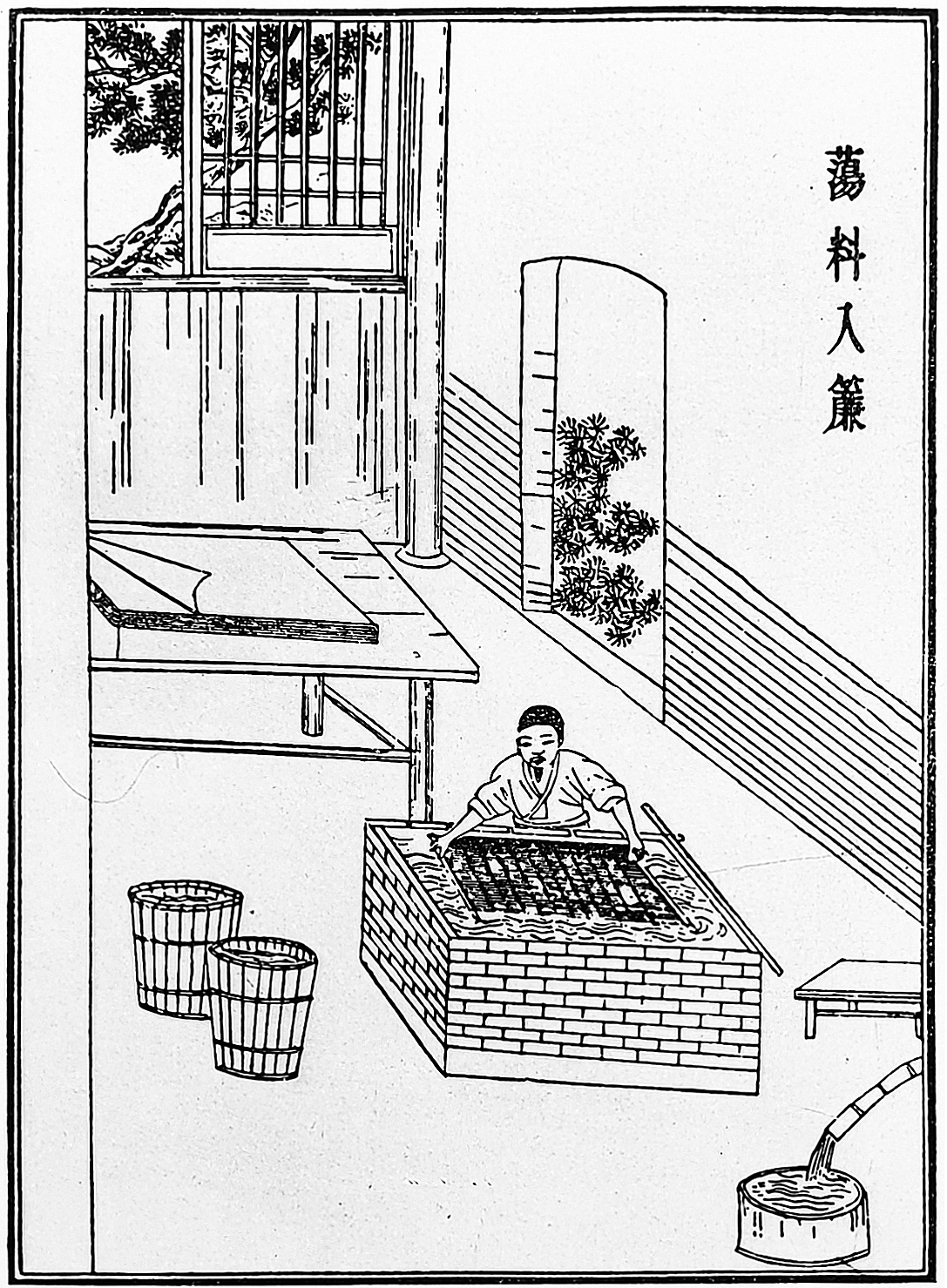
Moulage du papier en Chine ancienne

Une tradition chinoise controversée fait de Cai Lun l'inventeur du papier, au début du IIe siècle. Il a expliqué les procédés de fabrication et proposé des améliorations. Les Chinois fabriquent le papier à partir de fibres de lin, de chanvre ou d'écorce de mûrier à papier. La xylographie augmente la production de papier, qui se diffuse aux pays voisins, notamment au Japon. Les Arabes installent à Samarcande des papetiers chinois prisonniers de guerre au milieu du VIIIe siècle et cette ville devient un centre de production. L'utilisation de chiffons mis au « pourrissoir » (cuves) où ils macéraient pendant plusieurs semaines avant leur pilonnage par la pile à maillets dans des moulins à eau, l'encollage puissant, adapté pour l'usage du calame, viennent de la papeterie arabe.
Les techniques arabes se diffusent en Europe occidentale, par l'Espagne musulmane et par l'Italie commerçante. Au XIIIe siècle des marchands de Fabriano commencent à produire par leurs propres moyens. Malgré la résistance des institutions, dont les maîtres préfèrent le parchemin, les moulins à papier prolifèrent, et la collecte du linge usagé, qui en est la matière première, devient l'occupation des chiffoniers. La pile à maillets raffine les chiffons en un à trois jours. Les papetiers italiens introduisent le filigrane et expérimentent avec de nouvelles matières, le chiffon se faisant rare au regard de la demande croissante de papier, avec la diffusion de l'imprimerie.
Indépendamment, les civilisations mésoaméricaines utilisaient un support graphique similaire au papier avant la conquête européenne, fabriqué à partir de fibres végétales sans passer par la pâte, que les historiens appellent le papier d'amate.
La Hollande ne possède que des moulins à vent, pas assez puissants pour mouvoir les pilons des moulins. Ils inventent au XVIIe siècle une déchiqueteuse de chiffons en continu, la pile hollandaise ou « cylindre hollandais », bien plus efficace. Un cylindre de bois serti de lames de métal qui frottent sur une platine constituée de lames fixées au fond de la cuve déchiquette les chiffons à leur passage. Le pourrissoir n’est plus nécessaire et le défibrage se fait en trois ou quatre heures. À la fin du XVIIIe siècle, un Français[Qui ?] met au point une machine capable de fabriquer le papier en continu, au lieu de feuille à feuille. Ce procédé sera perfectionné en Angleterre, où la révolution industrielle produit ses éléments mécaniques essentiels, et Canson l'améliorera en France.

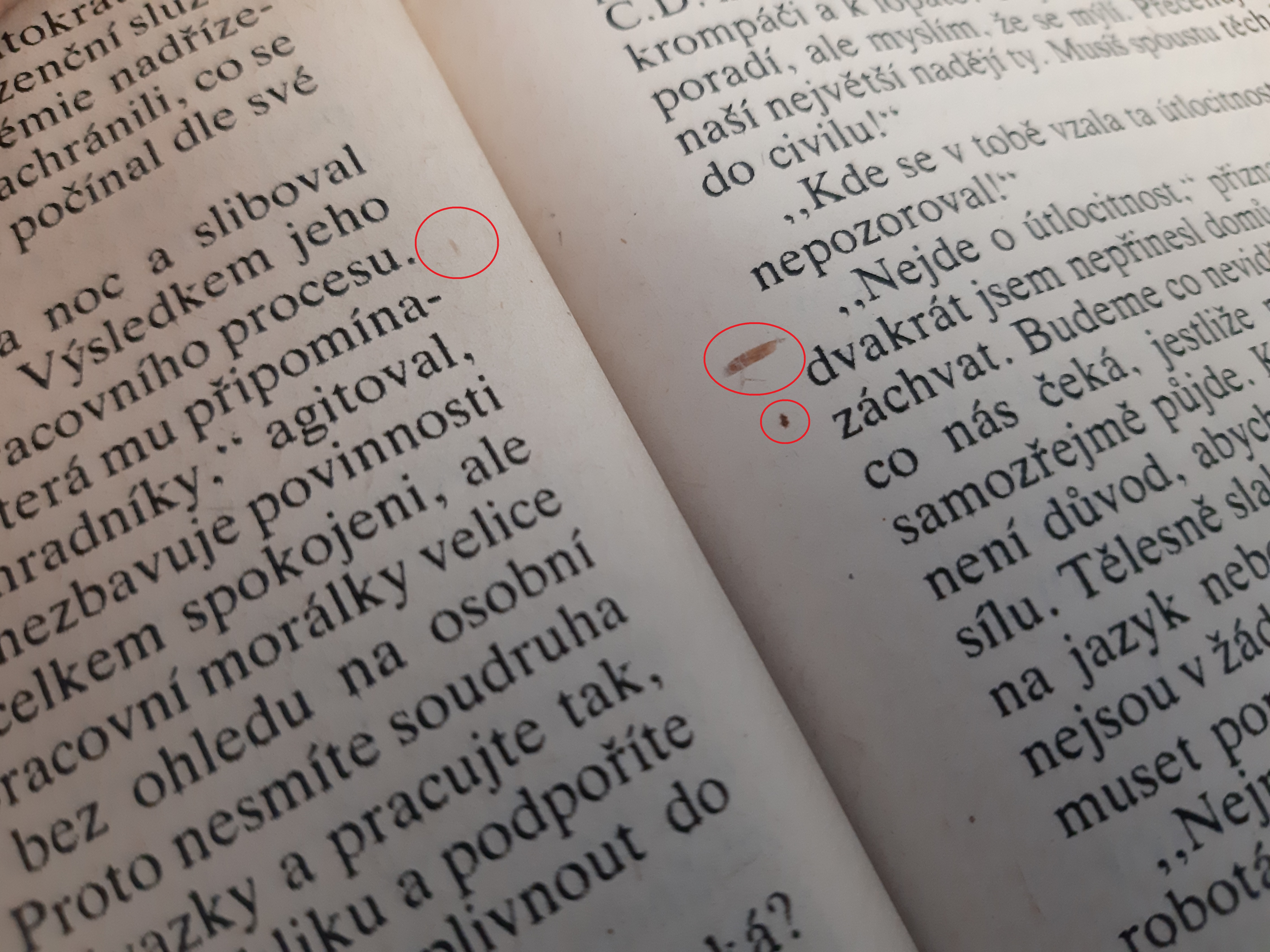
Papier de 1991, dont des morceaux de bois visibles prouvent la qualité inférieure.

Jusqu’au XIXe siècle, la matière première est exclusivement le chiffon de lin, de chanvre et ultérieurement de coton. La chimie apporte des procédés de blanchiment, et bientôt une méthode permettant de séparer la cellulose, partie du bois utile pour le papier, de la lignine. Le papier au chiffon, plus cher, conserve une part limitée du marché.
Le prix réduit du papier entraîne dans la deuxième moitié du XXe siècle un usage accru, non seulement comme support graphique — lequel la presse en consomme chaque jour des centaines de tonnes, mais aussi pour l'emballage et l'hygiène, au service desquels l'industrie papetière produit de nouvelles qualités de papier adaptés à ces usages.
Après presque deux siècles, le procédé au bois montre ses faiblesses : sa propre acidité détruit le papier. Tandis qu'on s'efforce de retirer l'acide du papier des archives, le papier neuf incorpore des charges neutralisantes, pour l'éviter à l'avenir. Le papier, mis en cause pour des raisons environnementales, est plus souvent recyclé.

## Usages graphiques

### Support d'écriture

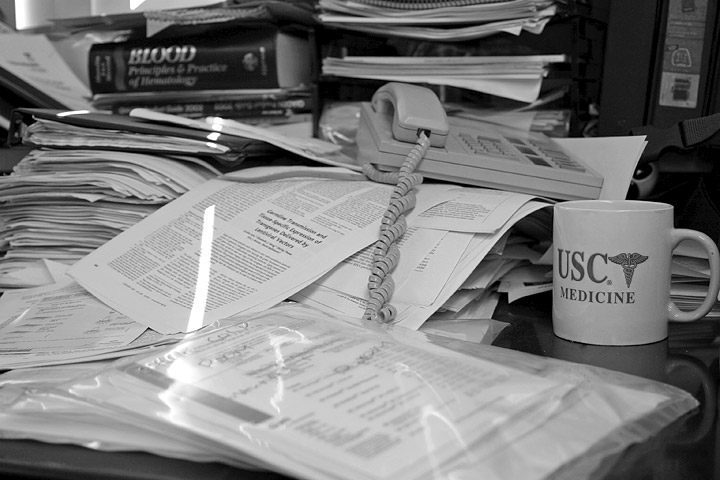
L'expression « les papiers » désigne par métonymie le travail.

Le papier est d'abord le support de l'écriture, ce pourquoi il fut probablement pour la première fois utilisé, il y a environ 2 000 ans. On retrouve de nos jours le papier en imprimerie, en bureautique, dans les arts graphiques, dans l'affichage ou comme support d'images publicitaires de différentes formes.
La réglure imprimée pour faciliter l'écriture remonte à la première moitié du XIXe siècle en Europe. Il semble que le papier ait d'abord été simplement ligné. Le quadrillage convenant sera réalisé ensuite par un cylindre quadrillé en 5 mm subdivisé en petits carrés de 1 mm ayant une teinte plus claire que celle des traits qui forment le quadrillé (papier millimétré). Les proportions du quadrillé et le format du papier peuvent varier, pour servir en sciences, comme support de graphiques, ou à l'école, pour faciliter l'acquisition d'une écriture régulière. Le cahier à petits carreaux semble avoir fait son apparition vers 1870-1890. Le quadrillage à « grands carreaux » — un carré de 0,8 cm de côté découpé horizontalement en quatre espaces de 0,2 cm de haut — s'impose à la veille de la première Guerre mondiale dans l'enseignement français.

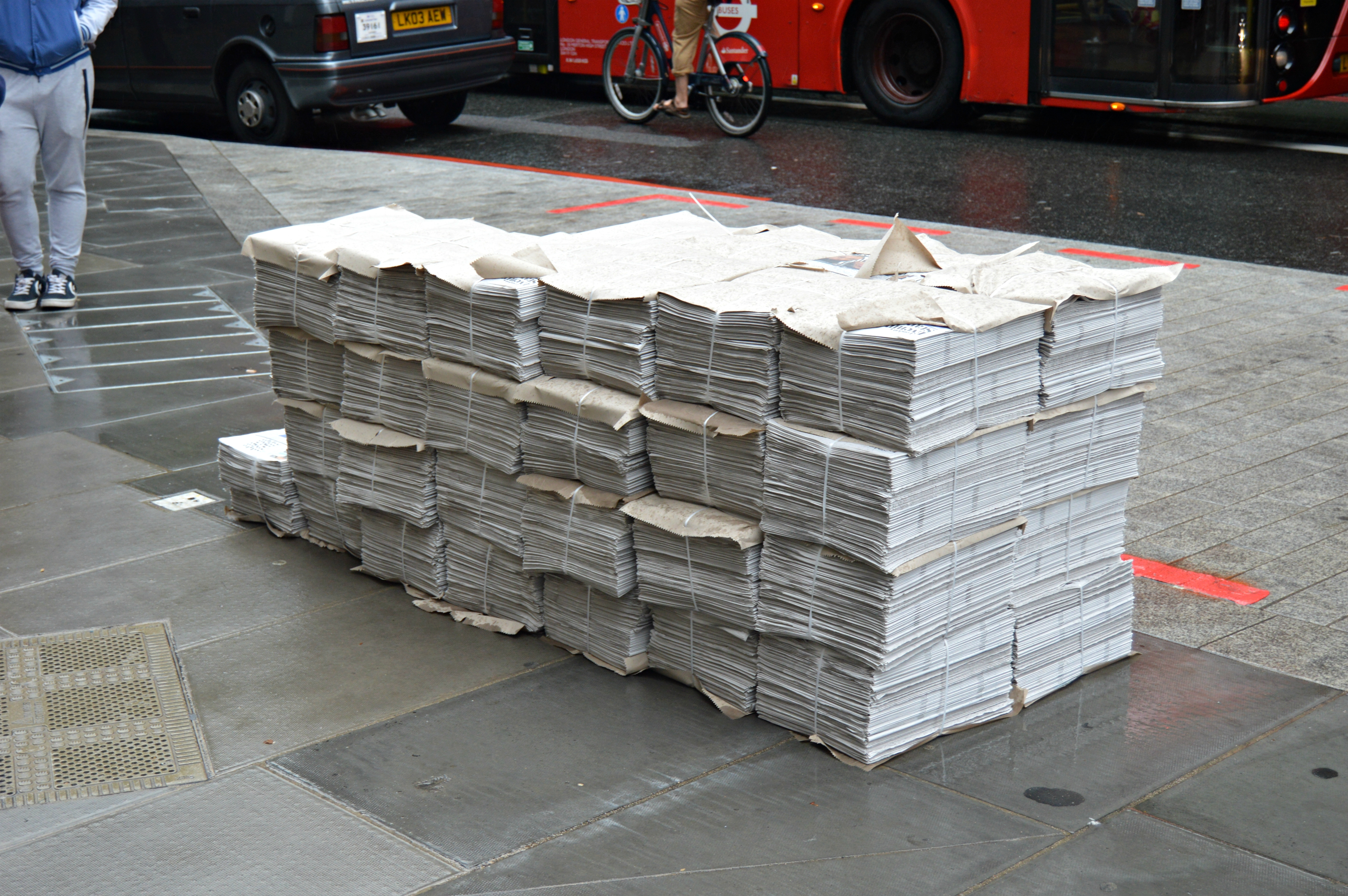
Piles de journaux sur le pavé.

Les journaux publiés à grande échelle sont composés de papier journal, léger et moins cher que les papiers classiques. À l’inverse, le papier couché, qui peut être utilisé en photographie, présente une qualité et un poids nettement supérieurs.
Le papier destiné à la bureautique a connu une croissance accélérée depuis le XXe siècle. Le papier à lettres sert à l'écriture à la main dans des usages privés.
Le papier carbone, un papier léger couché sur une face d'encre grasse, permet l'écriture sur deux feuilles ou plus à la fois. Le papier thermique est couché sur une face avec un enduit qui noircit au chauffage.
Le papier-monnaie incorpore des procédés pour rendre difficile la falsification : filigrane, inclusions, etc.

### Arts
Le papier sert pour les arts graphiques depuis aussi longtemps qu'il sert pour l'écriture. On fabrique pour les beaux-arts des qualités spécialement adaptées aux techniques picturales : crayon, plume aquarelle, lavis, peinture à l'huile.
Le papier calque servait surtout en dessin technique. Il était reproduit par contact en diazographie ou autre procédé similaire.
Certains objets décoratifs sont entièrement ou principalement en papier, comme les lampions, les éventails, les ombrelles, décorés le plus souvent. On peut aussi citer le papier marbré.
Le papier sert, avec une armature légère, à fabriquer ombrelles, lampions, éventails et cerfs-volants, souvent peints.
L'affiche requiert un papier qui résiste bien à l'encollage, sans trop changer de dimensions.

### Architecture d'intérieur
Le papier peint couvre et décore les murs intérieurs en Occident. En architecture japonaise et coréenne il sert à fabriquer les panneaux des habitations traditionnelles : les Shōji.
Ces papiers partagent la plupart de leurs caractéristiques avec les papiers graphiques.

## Emballage
L'emballage des marchandises est un des usages les plus anciens du papier. On utilise la plupart du temps des papiers peu coûteux ; mais pour les produits de luxe, toutes les qualités de papier peuvent servir. La mise en œuvre du papier d'emballage est considérée au Japon comme un art.
Le carton lisse et le carton ondulé sont en général spécialement destinés à cet usage, tout comme le papier kraft, les papiers de soie et mousseline, le papier cadeau décoré. Les cartons et papiers forts servent aussi pour des produits industriels comme le papier de verre ou émeri, pour lesquels ils peuvent difficilement être remplacés, à cause de leurs propriétés mécaniques et de leur résistance à la chaleur.

## Nettoyage et hygiène

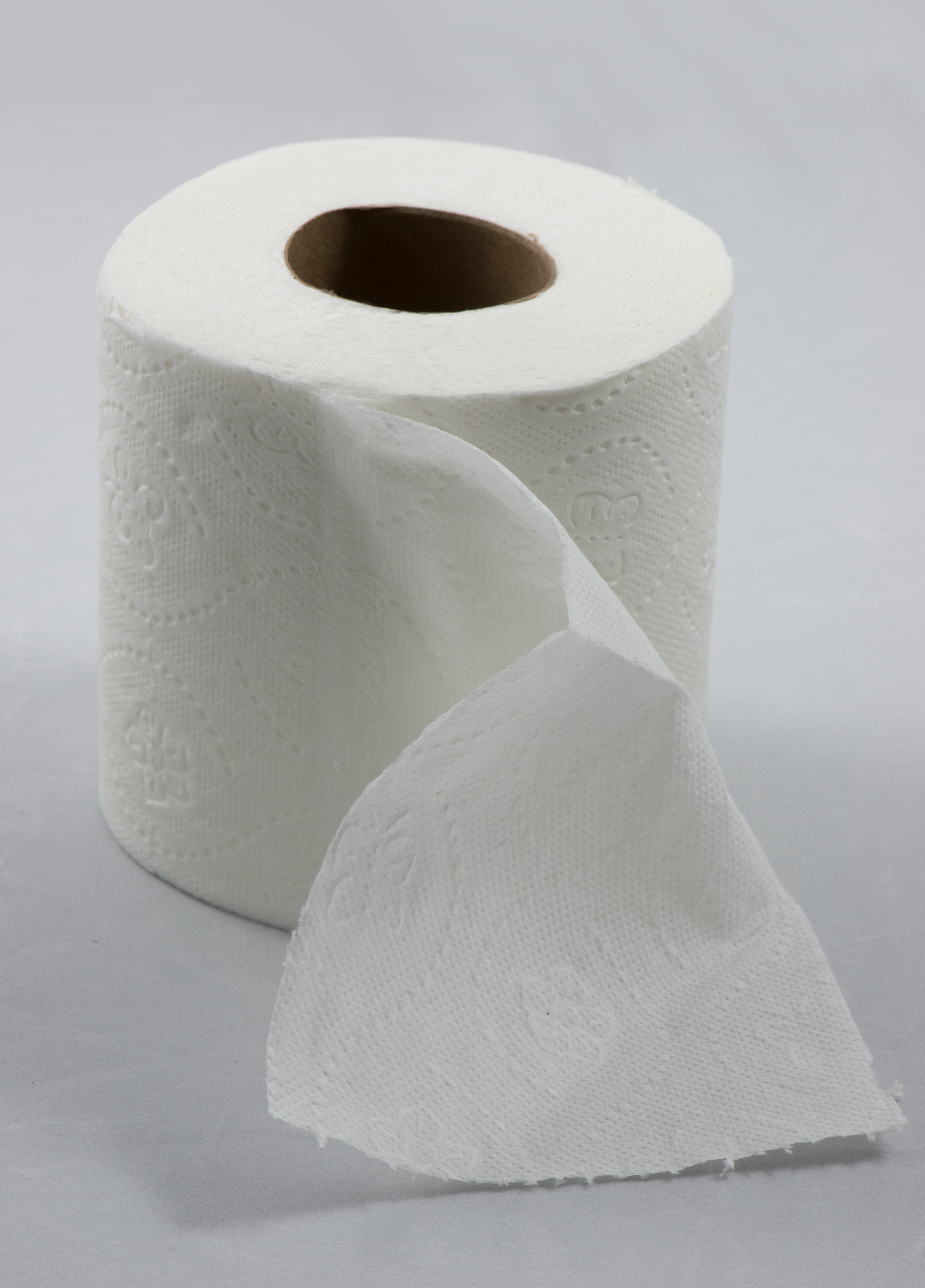
Papier toilette.

Le papier non encollé, mais résistant bien à l'humidité, sert pour le buvard et pour le papier-filtre, aussi bien que pour une quantité de produits d'hygiène et de nettoyage. Le moderne essuie-tout et les autres produits tissue, le papier toilette, le mouchoir, remontent aux premiers siècles de l'existence du papier en Chine et au Japon. Les papetiers extrayaient les fibres de paille de riz ou de blé, donnant un papier cotoneux.
Le non-tissé est un voile de fibres dont la structure est celle du papier, un entremêlement de fibres. Le papier lui-même sert en médecine, par exemple pour couvrir par une couche à usage unique un lit d'examen, ou pour certains types de pansements adhésifs. Il était souvent utilisé, au XVIIe siècle en Angleterre, en tant que support médical afin d'appliquer des onguents…. Le papier d'Arménie et d'autres papiers imprégnés de produits repoussant les insectes sont un vestige de ces usages.
Le papier à cigarettes, parmi les plus légers, doit obéir à des règles d'hygiène.
Des papier traités comme le papier sulfurisé servent en cuisine.

## Arts du papier

### Pliage et découpage
Originaire de Chine et très populaire au Japon, l’origami est l’art du pliage du papier. L’origami utilise une feuille, en général carrée, que l’on ne découpe pas. Les modèles d’origami commencent souvent par une même succession de plis de base, suivis par une succession de plis à exécuter pour parvenir au modèle final. L’origami peut prendre des formes aussi simples qu’un chapeau ou qu’un avion de papier, ou aussi complexes que la tour Eiffel ou un animal.

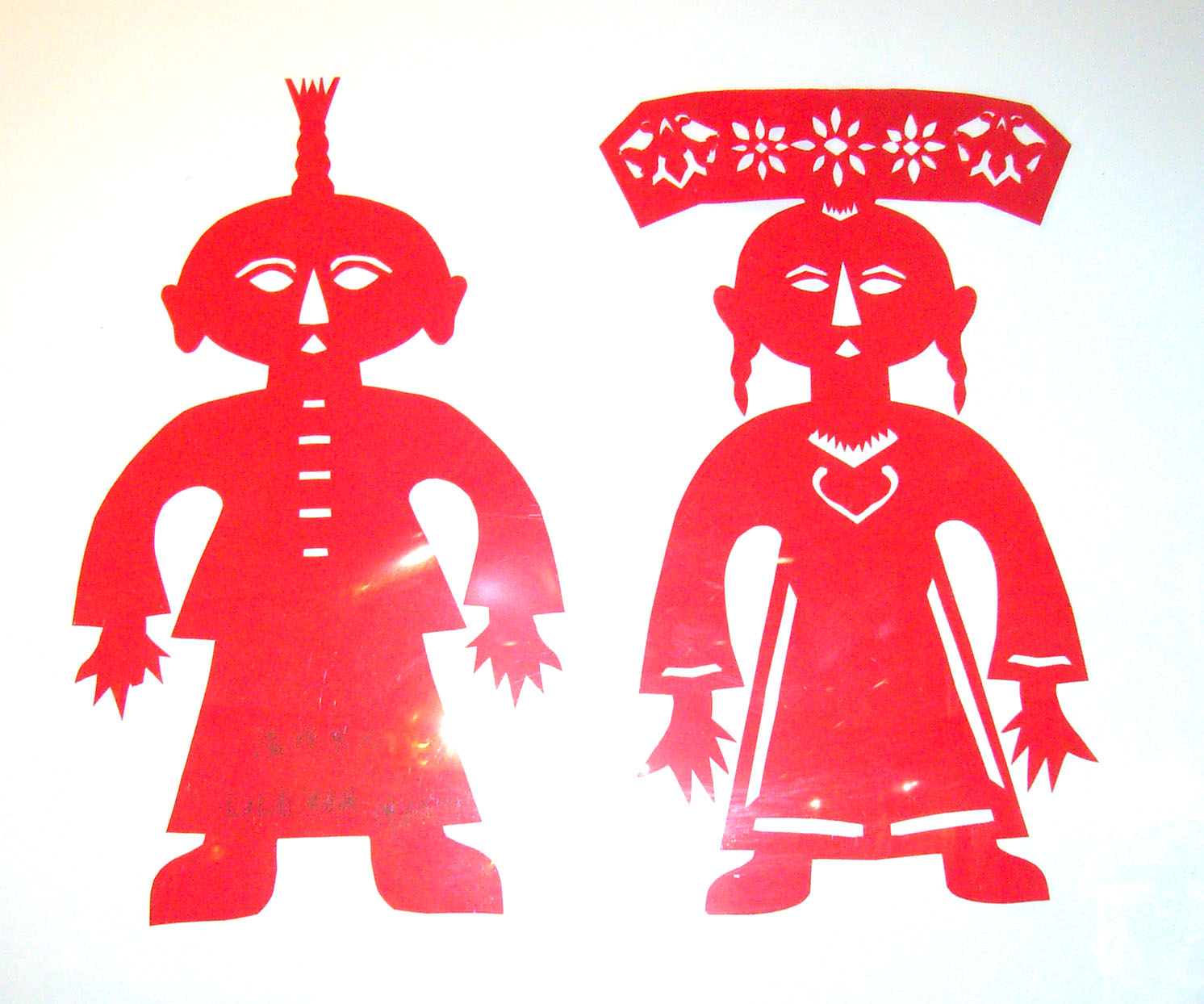
Papier découpé chinois
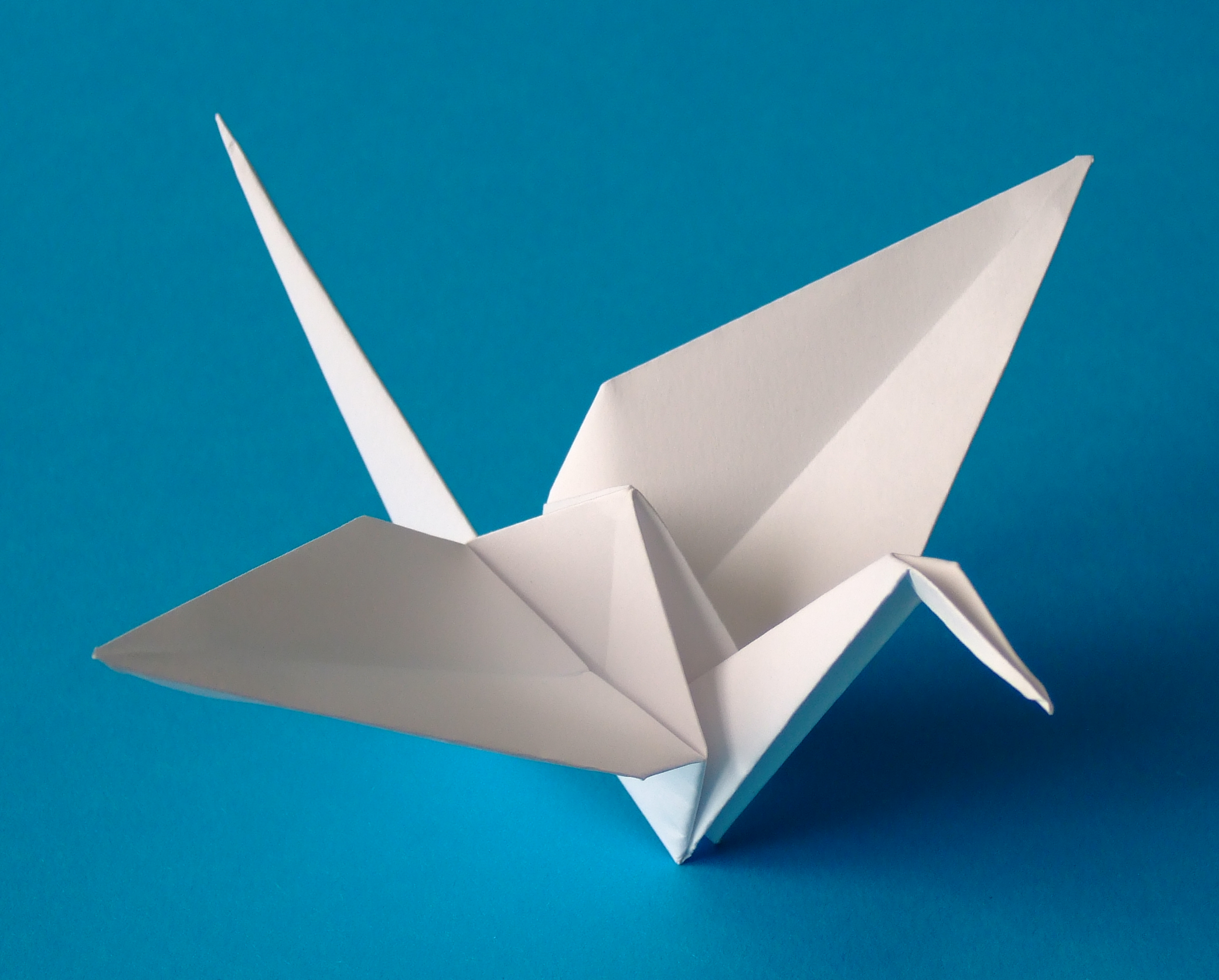
Grue en papier
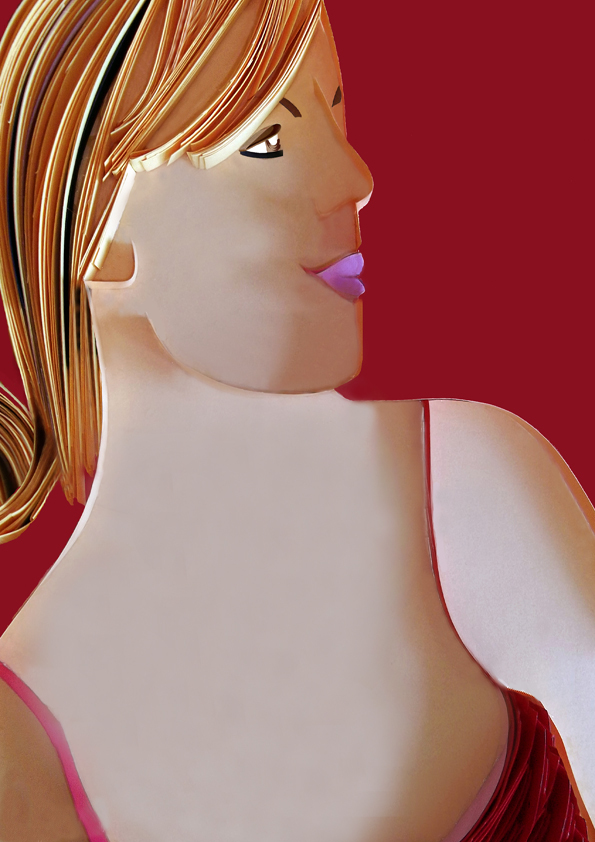
La jeune fille en rouge, Paperolles de Rémy Ryan Richards, 2012.
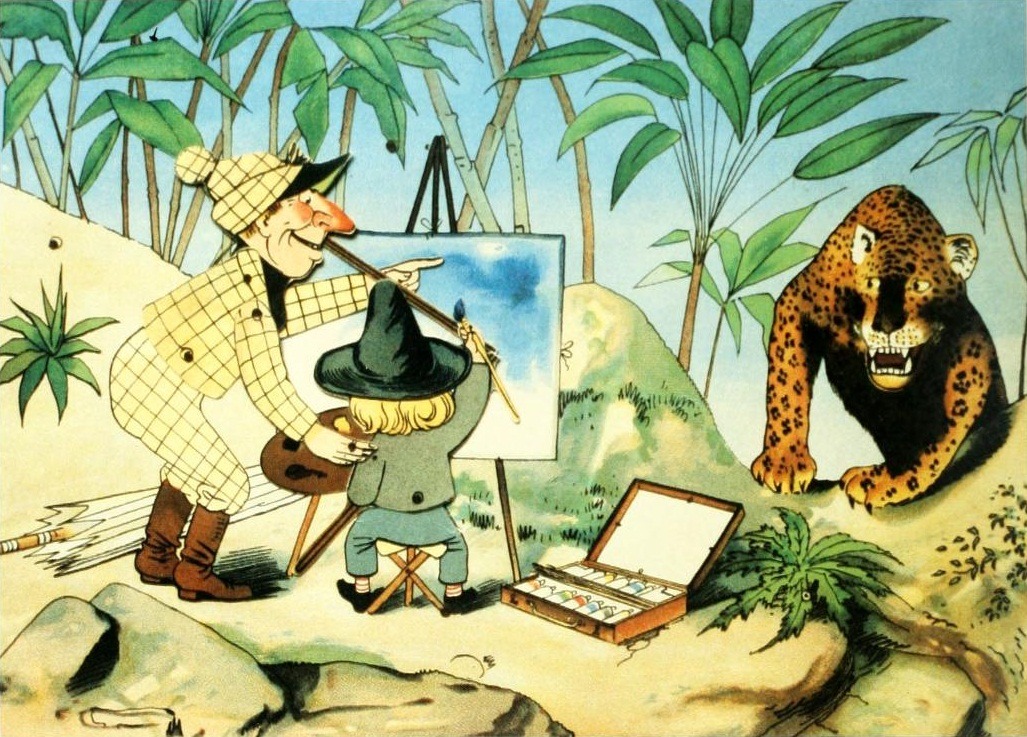
Le Voyage du petit peintre, de Lothar Meggendorfer (1891).

Le kirigami est l’art du coupage du papier. Le papier découpé chinois produit des motifs d'animaux, des fleurs, ou d’autres formes, découpées aux ciseaux ou avec un couteau. Les papiers-découpés chinois servant essentiellement à l’ornementation des portes ou des fenêtres, ils sont aussi appelés fleurs de fenêtres ou silhouettes découpées. Le papier (ou le carton) découpé, plié et collé est également utilisé comme matériau dans la réalisation de modèles en papier en volume.
Le pop-up, en français « livre animé », est un ouvrage qui tire parti des propriétés mécaniques du papier. Quand on l'ouvre, le papier fort se déplie en volume. Cet art remonte à la fin du XVe siècle et fut popularisé à partir de la seconde moitié du XVIIIe siècle grâce à son inclusion dans des livres anglais destinés à la jeunesse. Il obtient un regain d'intérêt dans les années 1950 par le biais d'ouvrages de l'auteur tchécoslovaque Vojtěch Kubašta, qui le remit au goût du jour. Cet art atteint son apogée dans les années 1970.
Le quilling, en français paperolles, est une forme artistique alliant l'art du collage et l'art sculptural. C'est une discipline basée sur l'enroulement de bandes de papier pour former boucles, cercles et autres navettes, lesquelles sont collées sur l'arête d'un support pour constituer un sujet en trois dimensions. Elle fut surtout pratiquée pendant la Renaissance par des organisations pauvres pour vénérer Dieu, embellir les messages sacrés et ainsi promouvoir leurs croyances. À partir du XVIIIe siècle, le genre se démocratise dans certains pays d'Europe où cette discipline devient populaire en s'installant dans le domaine de la décoration. Aujourd'hui les paperolles bénéficient d'un regain d'intérêt en tant que loisir créatif mais aussi en tant qu'Art.

### Modelage
Le papier mâché est une forme de modelage, qui se pratique souvent avec des lambeaux de vieux journaux trempés dans l'eau, que l'on peut aussi malaxer et battre pour obtenir une sorte de pâte à papier, plaqués sur une armature légère. Une fois sec, le papier mâché est le plus souvent peint. Avant cette peinture, qui participe à la consolidation de l'ouvrage, le modèle a une couleur grisâtre, du fait des restes d'encre, d'où l'expression « avoir une mine de papier mâché ».
Cet art ancien, pratiqué notamment en Chine, a donné l'expression « tigre de papier », désignant un danger apparent, mais sans consistance.

### Festivités

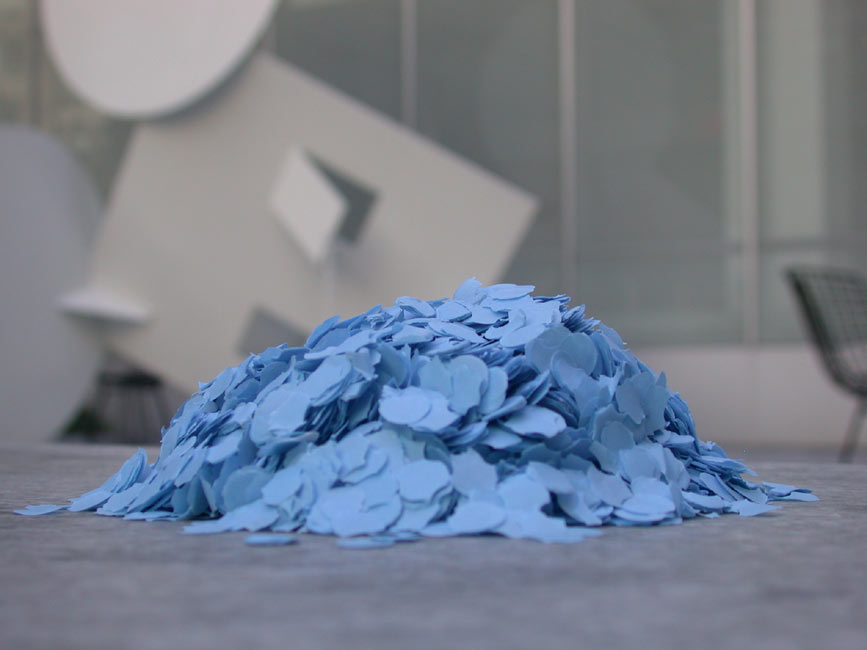
Confettis

Le papier est peu cher, c’est sans doute ce qui en a fait un matériau très présent dans le domaine de la fête : serpentin, confettis, costumes de papier crépon.

## Technique

### Typologie
Le « papier », au sens générique du terme, désigne à la fois le papier et le carton. Le carton se caractérise généralement par un grammage ou une rigidité plus élevés.
On distingue les types de papiers par rapport à leur utilisation :
les papiers à usage graphiquece sont les supports de la communication, de la littérature, de la connaissance et de l’information. On distingue le papier journal et magazine d’une part, et les papiers d’impression-écriture d’autre part (utilisés dans l’édition, la publicité, la bureautique, la correspondance, etc.) ;
les papiers et cartons d'emballage et de conditionnementils sont destinés à contenir, protéger et conserver les produits de grande consommation autant que les articles de luxe, si besoin de manière décorative. On distingue les papiers pour ondulé qui servent à la fabrication du carton ondulé, les papiers d’emballage souple et les cartons plats ;
les papiers d'hygièneégalement dénommés papiers tissue, ils entrent dans la fabrication du papier toilette, de l’essuie-tout, des mouchoirs, des couches et sont destinés à l’hygiène de la personne comme au maintien de la propreté ;
les papiers industriels et spéciauxils désignent les papiers et cartons qui n'entrent pas dans les catégories ci-dessus. ils font généralement appel à des techniques de fabrication de pointe pour différents types d’usage, tels les usages fiduciaires (papiers d’identité, billets de banque, etc.), les usages graphiques spécifiques (papiers transferts, papier calque, etc.), les usages industriels (papiers pour stratifié, papiers abrasif, etc.), et d’autres usages spécifiques (Papier à cigarettes, filtre, etc.).
Les papiers et cartons peuvent être caractérisés par de multiples paramètres mécaniques, physiques, chimiques, etc.

### Élaboration de la pâte à papier

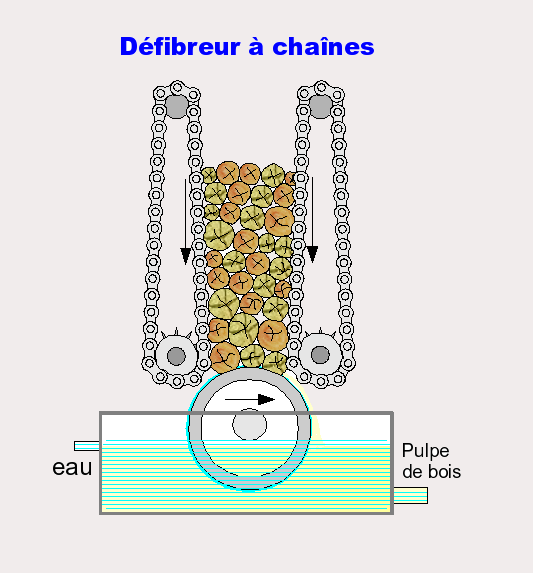
Défibreur à chaînes et meule circulaire

#### Pâte vierge
La pâte à papier est le matériau de base. Elle peut être produite à partir de différents composants incluant notamment : le bois et d’autres matières ligno-cellulosiques (bagasse de canne à sucre, paille) ; le papier (dans le cas du recyclage) ; les plantes fibreuses comme le chanvre ou le lin ; le tissu (chiffons de coton) ; et le crottin (de cheval ou d'éléphant par exemple).
Le tissu est trié, lavé et mis à pourrir pendant plusieurs semaines. Les chiffons sont ensuite découpés et effilochés dans plusieurs moulins munis de pile à maillets à clous. La rareté relative du textile a conduit à l’utilisation du bois. Le bois est écorcé puis défibré (les rondins sont « râpés » à l’aide d’une meule à laquelle on ajoute beaucoup d’eau). Les particules sont alors filtrées et nettoyées dans plusieurs bains successifs afin d’obtenir une pâte homogène. La pâte à papier moderne, elle, est généralement un mélange de fibres de bois et de papier auquel est ajouté un liant afin d’améliorer la résistance des feuilles produites.
Procédé naturel : utilisation de la cellulose contenue dans les excréments d’herbivores non ruminants. En 1841, M. Tripot de Paris déposa un brevet pour fabriquer du papier « à partir de la fiente de tous les animaux herbivores ». Marcellin Jobard, directeur des Arts et Métiers de Bruxelles reprit cette idée. Il estimait que la paille et le foin avaient déjà subi une première trituration sous la dent et dans l’estomac des chevaux. « Le crottin, écrit-il, est en grande abondance : on peut obtenir de chaque cheval un kilogramme de papier par 24 heures ; une seule caserne de cavalerie suffirait à la consommation du Ministère de la guerre. Il est étonnant que l’on n’ait pas songé plus tôt à cette matière… ».
Un peu plus tard une usine située aux Portes de Paris fabrique du papier et du carton avec le fumier des chevaux des écuries impériales. Certains papiers « bulle » en pâte demi-blanchie qui sortaient de ces ateliers étaient appréciés, paraît-il, pour envelopper la pâtisserie. Depuis 1995, le moulin à papier de Brousses-et-Villaret, dans l’Aude, fabrique du papier avec la cellulose du crottin des éléphants de la réserve africaine de Sigean.

#### Pâte à papier recyclé
Le papier fabriqué à base de tissus, majoritairement de chanvre (qui, en Europe, a été le seul type de papier utilisé jusqu’au milieu du XIXe siècle) était déjà constitué de matières recyclées : vieux linges, cordages, filets de pêche déchiquetés. On appelle d’ailleurs ces papiers, toujours utilisés dans l’estampe par exemple, des papiers « torchon ». Le carton, quant à lui, est fabriqué à partir de papier récupéré depuis le XVIIIe siècle.
Le papier recyclé est devenu une nécessité pour préserver l’environnement, aussi la valorisation des déchets papiers est-elle de plus en plus importante : en 2006, 6,9 millions de tonnes de papiers et cartons ont été récupérées en France, sur une consommation apparente de 10,7 millions de tonnes. La pâte à papier recyclée est élaborée selon un procédé particulier. Les vieux papiers (issus en général de journaux, magazines et cartons) sont triturés (déchiquetés) dans un pulpeur avec de l'eau, la pâte ainsi obtenue est épurée (filtrée) puis stockée dans des cuves. Le désencrage reste facultatif, mais il est possible de retirer l’encre de la pâte en lui faisant subir plusieurs nettoyages successifs, avec du savon, de l’air, voire des dissolvants chimiques (les dissolvants pouvant être très polluants, ils doivent être utilisés le moins possible). Ces opérations de lavage et de traitement nécessitent beaucoup d'eau (au total 130 l pour fabriquer 500 feuilles de papier recyclé, contre seulement 51,1 l pour 500 feuilles produites à partir de bois). Mais le bilan de matières premières et le bilan énergétiques sont en faveur du papier recyclé.
Le papier recyclé peut être utilisé pour la majorité des travaux d’impression ; d’ailleurs, les imprimeurs ont maintenant l’habitude de travailler avec ces papiers de plus en plus demandés. Des grammages allant du 45 g au 350 g sont ainsi facilement disponibles. La qualité d’impression sur ce type de papier est excellente, y compris pour les photos, et les journaux sont essentiellement d’origine recyclée.
Le papier peut être recyclé en contenants : boîtes à œufs et à chaussures.

### Production des feuilles

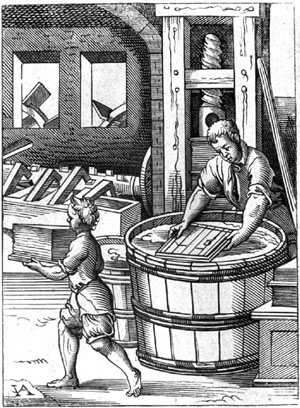
Le papetier au XVIe siècle, gravure Jost Amman.

Dans un premier temps, on a utilisé un cadre de bois recouvert d’un tamis d’abord végétal et non fixé (c’est toujours le cas en Orient) puis métallique à partir de 1275 en Italie. Cet ensemble s’appelle une forme et sert à puiser la pâte dans une cuve où elle a été diluée en fonction du grammage du papier à fabriquer. Après égouttage, on peut transférer la feuille sur un feutre. Différentes couches de feutres et de feuilles peuvent être pressées afin de retirer l’excédent d’eau, avant un séchage définitif à l’air libre dans un étendoir. En Orient, on continue dans certains endroits à utiliser la forme comme un moule et à faire sécher la feuille sur son moule. On utilise ainsi autant de formes que de feuilles fabriquées.
La production s’effectue à l’aide de gigantesques machines dépassant souvent 100 mètres de long et jusqu’à 10 m de laize (largeur). La feuille est produite à une vitesse pouvant aller jusqu’à 1 800 m/min. On peut diviser la fabrication en deux étapes : la préparation de la pâte à papier et la fabrication du papier lui-même. La pâte à papier arrive très diluée (environ 1 %) dans la caisse de tête et passe entre deux « lèvres » afin d’avoir un jet bien uniforme. La solution est déposée sur une « table de formation » (tamis roulant) composée d'une toile et d'organes d'égouttage. L’eau utilisée pour le transport des fibres s’égoutte à travers les mailles de la toile, d’abord par simple gravitation. L’égouttage est complété par des racles (foils) dont la forme aérodynamique engendre une aspiration avec la vitesse de la toile et/ou la rotation de pontuseaux, rondins placés sous la toile pour la soutenir et dont le mouvement rotatif provoque une aspiration. Les fibres retenues par la toile commencent à former un tapis de plus en plus dense, il devient nécessaire d’éliminer l’eau par succion à l’aide des caisses aspirantes disposées sous la toile après les racles ou pontuseaux.

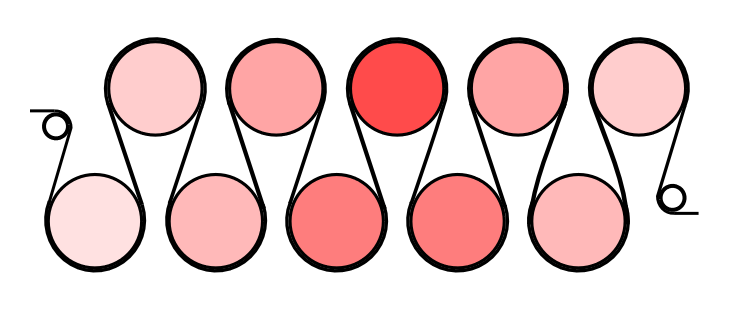
Les sécheurs sont des cylindres creux placés les uns à la suite des autres.

Un cylindre égoutteur est éventuellement situé en travers de la toile entre deux caisses aspirantes et peut être revêtu d’une fine toile métallique et d’un motif soudé sur ce fond. Le motif marque la feuille encore humide et sera ainsi visible par transparence lorsque la feuille sera sèche. C’est ainsi que l’on obtient filigranes, vergeures, grains fantaisie. L’eau d’égouttage qui contient des fibres non retenues par la toile est recyclée. Deux cylindres exerçant une pression sur la feuille ainsi formée à la fin de la table l'essorent avant son séchage. À la sortie de ces presses, la feuille a perdu de son épaisseur et sa teneur en eau n’est plus que d’environ 60 %. Elle est suffisamment solide pour quitter le support de feutre et entrer directement en contact avec les sécheurs : de gros cylindres chauffants dont la température augmente progressivement, jusqu’à atteindre 120 °C, ce qui évapore l'eau restant dans la feuille. De cylindre en cylindre la température redescend progressivement. En fin de fabrication, le papier a une teneur en eau comprise entre 5 et 10 %.

### Traitements complémentaires

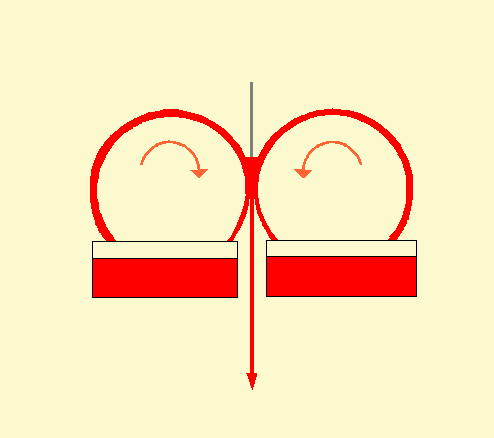
La presse encolleuse est utilisée pour le traitement complémentaire du papier.

On peut alors ajouter des traitements de surface pour améliorer son imprimabilité en faisant passer la feuille dans une « size-press » (papier photo par exemple). La size-press, appelée « presse encolleuse », est placée avant les derniers sécheurs. Deux rouleaux disposés côte à côte horizontalement forment une cuvette que l’on alimente avec la sauce voulue. Le papier passant entre les deux rouleaux est enduit de sauce colorée pour teinter le papier par exemple.
Certains papiers reçoivent un collage de surface dans le but d’assurer la cohésion extérieure de la feuille, afin de maintenir les fibres de surface susceptibles de se relever inopinément. Ces morceaux de fibres qui adhèrent mal peuvent encrasser les caractères des machines à écrire, accrocher la plume lors de l’écriture manuelle ou provoquer des imperfections dans les aplats imprimés. C’est ainsi que certains papiers sont colorés en surface, ou que le papier couché reçoit une première préparation.
La feuille, une fois séchée, peut subir le calandrage, qui consiste à presser de nouveau la feuille entre plusieurs lourds rouleaux afin de rendre le papier bien lisse. On parle alors de papier glacé ou calandré. Afin d’en améliorer l’imprimabilité, on peut déposer à la surface du papier sur une seule face (papier étiquettes) ou sur les 2 faces (papier pour impression) une couche pigmentaire, on parle alors de papier « couché ». Ces couches pigmentaires sont principalement constituées de charges minérales (carbonates et kaolins principalement) ainsi que de latex synthétiques (styrènes butadiènes ou styrènes acryliques) et sont déposées au moyen de machines appelées « coucheuses ». Elles ont pour objectif de régler l’absorption des encres afin de conserver leurs pigments en surface. En sortie de la coucheuse le papier est d’aspect « mat » ou « semi mat » mais, après une opération de calandrage il peut être rendu « brillant ». On obtient alors une bobine qui est tronçonnée à la taille voulue à la bobineuse. Les bobines de papier peuvent être utilisées telles quelles (impression sur presse rotative) ou reconditionnées sous forme de feuilles de formats divers.
Les couches pigmentaires et les apprêts (les « sauces ») sont fabriqués la plupart du temps dans un atelier séparé (la « cuisine »), comprenant broyeurs et mélangeurs. Les sauces une fois prêtes à l'emploi sont stockées en réservoirs, puis envoyées par canalisations directement sur les cylindres d'application.

### Unités de quantité de feuilles
- la rame : 500 feuilles. Pour les petits formats (A4, A3), on parle souvent d'une « ramette ».
- la main : 25 feuilles
- le doigt correspond à 5 feuilles.

Ces unités découlent de la visite manuelle des feuilles de papier dans les anciennes salles de triage ; les ouvrières comptaient les feuilles de papier et les tenaient sur la main à raison de cinq par doigt.

### Mesures de qualité du papier

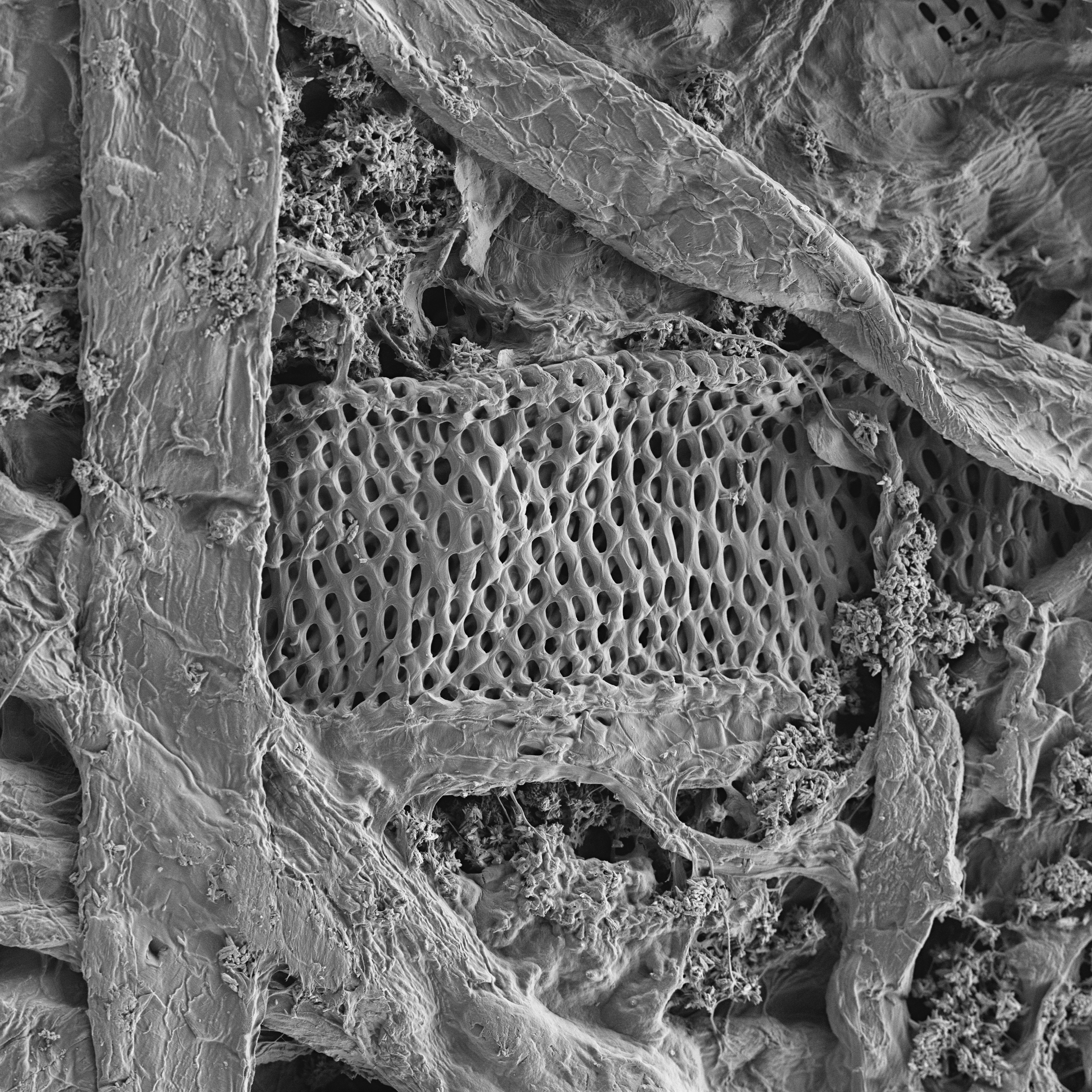
Papier de bureautique vu au microscope électronique. Les bandes sont des fibres de cellulose ; la "grille" est un résidu d'arbre ; les reliefs rugueux sont de la colle pour tenir les éléments du papier ensemble, le rendre plus blanc et lui donner sa texture. Avril 2021.

#### Propriétés mécaniques
- L’épaisseur (le papier à lettres a par exemple une épaisseur de 110 micromètres)
- Le grammage, on parle aussi de force (en grammes au mètre carré, par exemple le papier à cigarette pèse 20 g/m2 en moyenne et le papier à lettres 80 g/m2)
- L'humidité en % par rapport au grammage ou en poids d'eau
- La main : rapport épaisseur/grammage
- Le bouffant qui mesure l’épaisseur moyenne du papier en pile (le papier type Bande-dessinée est très bouffant, alors que le papier bible a un bouffant très faible), c’est le quotient de l'épaisseur moyenne sur 5 feuilles par le grammage
- La rugosité, qui est la profondeur moyenne des reliefs, se mesure en µm quand elle est mesurée directement par contact
- Le lissé est l'inverse de la porosité Bekk (s) : temps d’écoulement d’un volume d’air en surface du papier
- La porosité Bekk, ou perméabilité à l’air : flux d’air à travers un papier
- La rigidité : la mesure du module de Young en continu sur la machine à papier permet de régler les paramètres de fabrication au fil de la production (cette opération peut être automatisée)
- La résistance à la traction (MPa ou N.m−2) : contrainte maximale que le papier peut supporter par étirement avant rupture. C'est donc la contrainte appliquée au point de rupture. Elle est égale au rapport de la force de traction mesurée à la rupture et de la surface normale à cette force
- La longueur de rupture BL ("Breaking Length"), en km : elle correspond à la longueur que la bandelette, suspendue par une extrémité, peut supporter sans se fissurer sous son propre poids[22],[23]. Elle est reliée à la résistance à la traction σmax, à l'épaisseur du papier e (mm) et à son grammage g (g.m−2) selon l'équation suivante[24] : {\displaystyle BL=102\times {\frac {\sigma _{max}\cdot e}{g}}}
- La résistance au pliage (FE, « Folding Endurance ») est un test de fatigue du papier. La mesure consiste à soumettre une bandelette de papier à la fois à une contrainte de pliage et à une charge. Pour cela, l’éprouvette est pliée autour d’un axe dans un sens puis dans l’autre jusqu’à sa rupture. La résistance s’exprime en nombre de double plis jusqu’à la rupture, ou plus généralement avec le logarithme de cette valeur pour les nombres élevés[25]. La résistance au double pli est depuis longtemps considérée comme une des mesures permettant le mieux d’estimer la fragilité du papier, par exemple pour les documents d’archives et de bibliothèques[26],[23], mais aussi pour les billets de banque, les cartes géographiques, ou encore pour certains papiers d’emballage[23]
- Le coefficient de friction du papier par rapport à un autre matériau (papier, métal, caoutchouc…)
- La cohésion d’un papier : propriété constitutive du papier traduisant l’homogénéité de sa tenue interne (cohésion des fibres et des liaisons hydrogène)

#### Propriétés visuelles et optiques
- La blancheur (réflectance mesurée à 457 nm)
- La brillance : mesurée généralement à 20, 60, 75 et 85°
- L’opacité : rapport, exprimé en pourcentage, des facteurs de réflectance d'une feuille sur fond noir et d'une feuille sur fond blanc[27] ou d'une grande quantité de feuilles[28].
- L'épair : aspect interne observé par transparence
- La teinte ou couleur : L (luminosité), a (axe rouge(+)/vert(-)), b (axe jaune(+)/bleu(-))

### Grammages selon l'utilisation
- Papier à cigarette : entre 12 et 25 g/m2
- Papier mousseline : entre 18 et 30 g/m2
- Papier journal : 42 g/m2
- Impression - écriture : 65-80-90 g/m2
- Cartonnette : 120 g/m2
- Photographie 10×15 archive : 175 g/m2
- Photographie 10×15 qualité : 250 g/m2
- Couverture de livre : 240-250 g/m2
- Aquarelle : 300-600 g/m2
- Dessin : 90-150 g/m2

## Économie

### Production mondiale
|             | Pays         | Production (en Mt) | % mondial | Évolution 2005/2014 (%) |
| ----------- | ------------ | ------------------ | --------- | ----------------------- |
| 1           | Chine        | 104,880            | 26,2      | +177                    |
| 2           | États-Unis   | 73,093             | 18,3      | -10                     |
| 3           | Japon        | 26,626             | 6,7       | -13                     |
| 4           | Allemagne    | 22,540             | 5,6       | +17                     |
| 5           | Corée du Sud | 11,622             | 2,9       | +15                     |
| 6           | Canada       | 10,775             | 2,7       | -46                     |
| 7           | Suède        | 10,419             | 2,6       | -6                      |
| 8           | Finlande     | 10,408             | 2,6       | -21                     |
| 9           | Brésil       | 10,368             | 2,6       | +33                     |
| 10          | Inde         | 10,247             | 2,6       | +150                    |
| 10          | Indonésie    | 10,247             | 2,6       | +46                     |
| 12          | Italie       | 8,648              | 2,2       | -8                      |
| 13          | France       | 8,096              | 2         | -18                     |
| 14          | Russie       | 8,023              | 2         | +27                     |
| 15          | Espagne      | 6,036              | 1,5       | +12                     |
| 16          | Autriche     | 4,865              | 1,2       | +6                      |
| 17          | Mexique      | 4,855              | 1,2       | +18                     |
| 18          | Thaïlande    | 4,525              | 1,1       | +33                     |
| 19          | Royaume Uni  | 4,397              | 1,1       | -32                     |
| 20          | Pologne      | 4,278              | 1,1       | +58                     |
| Total monde | Total monde  | 399,571            | 100       | +9,5                    |

| Rang                                             | Pays         | Production (en Mt) | Les principaux pays producteurs de papier | Rang | Pays        | Production (en Mt) |
| 1                                                | États-Unis   | 80,8               | Les principaux pays producteurs de papier | 11   | Brésil      | 7,8                |
| 2                                                | Chine        | 37,9               | Les principaux pays producteurs de papier | 12   | Indonésie   | 7                  |
| 3                                                | Japon        | 30,5               | Les principaux pays producteurs de papier | 13   | Royaume-Uni | 6,5                |
| 4                                                | Canada       | 20,1               | Les principaux pays producteurs de papier | 14   | Russie      | 6,3                |
| 5                                                | Allemagne    | 19,3               | Les principaux pays producteurs de papier | 15   | Espagne     | 5,4                |
| 6                                                | Finlande     | 13,1               | Les principaux pays producteurs de papier | 16   | Autriche    | 4,6                |
| 7                                                | Suède        | 11,1               | Les principaux pays producteurs de papier | 17   | Inde        | 4,1                |
| 8                                                | Corée du Sud | 10,1               | Les principaux pays producteurs de papier | 18   | Mexique     | 4,1                |
| 9                                                | France       | 9,9                | Les principaux pays producteurs de papier | 19   | Thaïlande   | 3,4                |
| 10                                               | Italie       | 9,4                | Les principaux pays producteurs de papier | 20   | Pays-Bas    | 3,3                |
| Source : Handelsblatt, Die Welt in Zahlen, 2005. |              |                    |                                           |      |             |                    |

### Villes de production
- Allemagne : Dassel (production haute gamme de papiers pour les beaux-arts, de papiers couché pour l'impression à jet d'encre, et de papier de filtration ; usine en activité)
- Canada : Grand-Mère, usine Laurentide, papier supercalandré, AbitibiBowater, Clermont (AbitibiBowater), Kénogami (Abitibibowater), Baie-Comeau (Abitibibowater), Amos (Abitibibowater), Trois-Rivières (usines Wayagamack et Kruger Inc.), usine de pâte et papier AbitibiBowater de Dalhousie (usine fermée), Québec (usine Stadacona appartenant à Papiers White Birch), Rivière-du-Loup (usine F.F. Soucy appartenant à Papiers White Birch), Kingsey Falls, Cascades, Port-Cartier, Lebel-sur-Quévillon (usine Nordic Kraft).
- États-Unis : Newark, Curtis Paper Mill, (usine désaffectée), Ashland (usine Bear Island).
- Finlande : Kuusankoski, Valkeakoski (siège de l’entreprise UPM)
- France : Annonay, Arches (Munksjö (sv), production de papier aquarelle, papier support abrasif et papier décor pour stratifiés décoratifs ; usine en activité), Biganos (papier kraft ; papier pour cartons), Boissy-le-Châtel (production de papiers, usine démantelée), Grand-Couronne (production de papiers, usine en activité), Jouy-sur-Morin (production de papier monnaie et document de sécurité, usine en activité), Nersac (production de pâte à papier ; activité arrêtée), Golbey (Norske Skog, production de papier journal ; usine en activité), Étival-Clairefontaine (production de papiers; usine en activité), Strasbourg (LANA, production de papiers spéciaux, haut de gamme ; usine en activité), Wardrecques (Cartonneries de Gondardennes, production de plaques de carton ondulé à base de pâte 100 % recyclée, usine en activité).
- Japon : Fuji.

### Entreprises papetières
- Allemagne : Hahnemühle
- Canada : Produits forestiers Résolu, Kruger, Cascades, Papiers White Birch, Domtar, Papiers Fraser.
- France : Antalis (distribution de papier), ArjoWiggins, Aussedat, Canson, Inapa (distributeur de papier), Clairefontaine, Norske Skog (Golbey), LANA Papiers Spéciaux.
- Autres pays :
  - Sappi, Afrique du Sud
  - International Paper, États-Unis
  - M-real, Finlande
  - Stora Enso, groupe finno-suédois
  - UPM, Finlande

### Tendances des marchés du papier

#### Papiers graphiques
La concurrence des supports d'information numérique, portée par la démocratisation de l'usage d'internet et la multiplication de terminaux mobiles (liseuses électroniques, smartphones, tablettes, ordinateurs portables et fixes, etc.), a de fortes conséquences sur la consommation de papier. Elle ouvre des perspectives de marché pour les supports d'impressions grâce à la multiplication des imprimantes personnelles, mais la lecture sur écran permet à l'inverse de se passer du support papier. En conséquence, la consommation et la production de papiers graphiques subit une forte décroissance depuis plusieurs années sur les marchés matures tels que l'Amérique du Nord et l'Europe.
Les papiers journaux et papiers pour magazines sont les principaux types de papiers négativement impactés par cette tendance relativement nouvelle. L'instantanéité de la transmission de l'information et l'interactivité des supports numériques offrent des avantages que ne permet pas les supports de lecture imprimés.

#### Papiers et cartons pour emballages
La consommation de papiers et cartons pour emballages est notamment portée par l'intensité des échanges et donc la croissance économique. En effet, les marchandises sont souvent transportées dans des emballages en carton, en particulier en carton ondulés.
La croissance du commerce en ligne induit également une consommation accrue de papiers et cartons d'emballage.
Les politiques environnementales en faveur de la réduction des déchets et de limitation du recours aux ressources fossiles offrent des opportunités d'augmentation de la consommation d'emballages en papier et en carton. En effet, ces matériaux présentent l'avantage d'être produits à partir de ressources biologiques renouvelables, ils sont aisément recyclables et ils peuvent se substituer à d'autres matériaux, notamment aux plastiques.

#### Papiers d'hygiène
La consommation de papiers d'hygiène est relativement inélastique et augmente avec la croissance démographique. Bien que des alternatives non-jetables existent, les couches, les mouchoirs, les papiers absorbants restent difficilement substituables. L'avantage écologique des produits réutilisables par rapport aux produits papiers à usage unique est discutable puisqu'ils impliquent une grande consommation d'eau et de détergents pour leur lavage.

## Impact environnemental
Le papier étant l'un des principaux semi-produits, et sa consommation accompagnant la croissance de l'espèce humaine à proportion de celle de l'économie, son impact environnemental est un sujet de préoccupation.
Le papier est un moyen de stocker le carbone, mais cela ne veut pas dire nécessairement qu'il réduise la teneur en dioxyde de carbone dans l'atmosphère, gaz à effet de serre qui contribue à la crise climatique. [réf. souhaitée]
La fabrication et le recyclage du papier consomment une importante quantité d'eau et d'énergie. Ce point n'est pas contesté. Les processus industriels brûlent les déchets de papier et les parties inexploitables du bois afin d'amoindrir la consommation d'énergie. Ils mettent en œuvre des produits chimiques, dont le rejet dans l'environnement a aussi des conséquences, qu'il faut évaluer.
Enfin, le papier est rarement un produit fini : il est le plus souvent imprimé, ce qui pose le problème de l'impact environnemental de l'imprimerie et de ses encres.

## Métiers et formations
L'école internationale du papier, de la communication imprimée et des biomatériaux (Pagora), située à Grenoble, forme de futures ingénieurs au métier de génie papetier et à la fabrication d'emballages.

## Médias

### Symboles et expressions
- Le papier sert dans plusieurs  synecdoques du langage courant :
  - support de l'écriture et du dessin, il désigne la théorie, le plan, le projet, en tant que différent de la réalité matérielle ou de la pratique, dans l’expression « sur le papier » ;
  - le journaliste appelle « papier » le travail qu'il livre à la rédaction ;
  - matériau construction de décors et de marionnettes, le papier désigne une apparence, une illusion dans l’expression chinoise « tigre de papier ».
- « Être dans les petits papiers » d'une personne signifie que celle-ci vous favorise.
- Un « sans-papiers » désigne un étranger en situation irrégulière, dépourvu de titre de séjour.
- Les noces de papier symbolisent trente-sept ans de mariage dans le folklore français[32].

### Allusions
- Serge Gainsbourg composa la chanson Les P'tits Papiers[33].
- Ray Bradbury publia, en 1953, un roman baptisé Fahrenheit 451, en référence à la température d’auto-inflammation du papier dans l’air, en degrés Fahrenheit (soit environ 233 °C)[34].

### Musées et ateliers artisanaux consacrés aux métiers du papier

#### Belgique
- Une partie des collections de l'ancien Musée du papier de Malmedy se trouve aujourd'hui exposée dans l'atelier papier du Malmundarium, espace touristique et culturel de la ville de Malmedy[35].
- La maison de l'Imprimerie et des Lettres de Wallonie, à Thuin[36].

#### Canada
- Boréalis, centre d'histoire de l'industrie papetière, Trois-Rivières, Québec[37].
- Papeterie Saint-Gilles, Économusée du papier, Saint-Joseph-de-la-Rive, Charlevoix, Québec[38].

#### France
- Le musée des papetiers Canson et Montgolfier, situé à Annonay, dans le département de l’Ardèche (France), retrace l’histoire de la fabrication artisanale du papier. Il est le seul musée à présenter une machine à papier animée grandeur nature[39].
- Le moulin du Got de Saint-Léonard-de-Noblat dans la Haute-Vienne, construit à la fin du XVe siècle. Il présente la mémoire de cinq cents ans d'activités papetières en Limousin. Il abrite également un atelier d'imprimerie traditionnelle.
- Le musée historique du papier, Moulin de Richard de Bas, situé à Ambert, dans le département du Puy-de-Dôme (France), est un musée vivant[Quoi ?]. Le musée est inauguré le 3 juillet 1943 en présence de Georges Henri Rivière, directeur du Musée national des Arts et traditions populaires[40]. Il permet d’assister à la fabrication du papier-chiffon, suivant une méthode ancienne[41].
- Le musée du Papier Peint, de Rixheim, dans le département du Haut-Rhin (France), est consacré au papier peint[42].
- Le moulin à papier de Brousses-et-Villaret dans l’Aude, ouvert au public 363 jours par an[18].
- Le moulin à papier de Pen Mur situé à Muzillac dans le département du Morbihan, France. Ouvert à la visite de la fabrication du papier chiffon[43].
- Le moulin du Verger à Puymoyen, fondé au XVIe siècle et inscrit à l'inventaire des Monuments Historiques depuis 1991. Ouvert au public.
- Le musée du papier d'Angoulême.
- Le moulin à papier de la Rouzique est situé en Périgord à Couze, c'est un écono-musée du papier[44].
- Le musée du papier de Pont-à-Mousson en Meurthe-et-Moselle, qui retrace l'histoire du papier mâché via des œuvres d'art et du mobilier ancien.
- La papeterie artisanale de Pérouges, dans l'Ain, est un atelier d'artisanat d'art où l'on fabrique du papier fait main, à base de fibres de lin, de coton et de chanvre notamment.
- La papeterie artisanale Pasdeloup, à Moutier d'Ahun, dans la Creuse[45].
- Le moulin à papier de la Tourne est situé au cœur du Parc naturel de la Chartreuse, à la frontière de la Savoie et de l'Isère, au hameau de Saint André(près de Chambéry). Au milieu du vignoble d’Apremont un maître imprimeur y a reconstruit un moulin à papier.
- Le moulin de Kéréon, situé à Saint-Sauveur, dans le Finistère. Créations de papier artisanal, reliure et restauration de livres et papiers.
- Le Grand-Moulin, situé dans le village de Sainte-Suzanne, en Mayenne. Il retrace les étapes de fabrication du papier à l'ancienne.
- Le moulin du Liveau, à Gorges (44) est un musée consacré à la fabrication du papier.
- Le moulin à papier de la Fontaine de Vaucluse.

#### Suisse
- Le moulin à papier de Bâle (Basler Papiermühle) est aussi un musée de l’histoire du papier, de l’écriture et de l’impression. Il permet au visiteur de s’initier à la fabrication d’une feuille de papier et à l’impression traditionnelle d’un document[46].